# Palazzo San Carlo
Palazzo San Carlo è un palazzo storico paganese, sito in piazza Bernardo d'Arezzo.

## Storia e descrizione
Il palazzo, oggi sede del municipio, nacque come convento e collegio dei padri delle scuole pie; a partire dal 1814, con la locale soppressione dell'ordine religioso, ospitò la sede del Giudicato Regio (al primo piano) ed una prigione per uomini e donne (al pianterreno). Nel 1822, il Giudicato Regio affidò all'architetto Domenicantonio Napoli la realizzazione di un secondo piano, da adibire a Casa del Giudicato, nonché ad abitazione della famiglia del giudice stesso.
L'edificio conserva la facciata e la scala interna in stile vanvitelliano.